# Mátraverebély megállóhely
Mátraverebély megállóhely egy Nógrád vármegyei vasúti megállóhely Mátraverebély településen, a MÁV üzemeltetésében. A belterület déli szélén helyezkedik el, közúti megközelítését a 21-es főútból, annak nagyjából a 39+150-es kilométerszelvényénél kiágazó 24 304-es számú mellékút biztosítja. Az Országos Kéktúra 19-es és 20-as számú szakaszának határa, és egyben egyik bélyegzőhelye is.
A megállóhely jegypénztár nélküli, nincs jegykiadás.
Az 1947-es és az 1967/68-as menetrendben Mátraverebély-Szentkút kolostor névvel említették, 1971-től már Mátraverebélyként szerepelt.

## Vasútvonalak
A megállóhelyet az alábbi vasútvonalak érintik:
- Hatvan–Somoskőújfalu-vasútvonal

## Kapcsolódó állomások
A megállóhelyhez az alábbi állomások vannak a legközelebb:
- Nagybátony vasútállomás (Hatvan–Somoskőújfalu-vasútvonal)
- Tar vasútállomás (Hatvan–Somoskőújfalu-vasútvonal)

## Forgalom
| Járat        | Útvonal | Gyakoriság   |
| ------------ | --- | ------------ |
| személyvonat | Hatvan – Mátravidéki Erőmű – Lőrinci – Selyp – Apc-Zagyvaszántó – Jobbágyi – Szurdokpüspöki – Pásztó – Mátraszőlős-Hasznos – Tar – Mátraverebély – Nagybátony – Kisterenye – Kisterenye-Bányatelep – Zagyvapálfalva – Salgótarján külső – Salgótarján – Somoskőújfalu | 1-2 óránként |